# Gitobe
Gitobe è un comune del Burundi situato nella provincia di Kirundo con 57.326 abitanti (censimento 2008).

## Geografia antropica

### Suddivisioni amministrative
Il comune è suddiviso in 20 colline.